# تونی تاورز
تونی تاورز (به انگلیسی: Tony Towers) بازیکن فوتبال زادهٔ ۱۳ آوریل ۱۹۵۲ اهل کشور انگلستان که سابقهٔ بازی در تیم ملی فوتبال انگلستان را در کارنامهٔ خود دارد. وی در تاریخ ۸ مه ۱۹۷۶ نخستین بازی ملی خود را در مقابل تیم ملی فوتبال ولز انجام داد و با حضور در ۳ بازی ملی، در تاریخ ۲۸ مه ۱۹۷۶ واپسین بازی ملی‌اش را در برابر تیم ملی فوتبال ایتالیا برگزار کرد.